# Article 60 (Belgique)
Un contrat article 60 est un type de contrat de travail par lequel un bénéficiaire du revenu d'intégration sociale (RIS) peut bénéficier d'une mesure de mise à l’emploi. Ce type de contrat, ainsi que ceux dit « article 61 », est issu de la loi organique du 8 juillet 1976 sur le Centre public d'action sociale.
Le bénéficiaire est embauché par le CPAS. Il permet à ce premier de bénéficier d'une expérience professionnelle et, à la fin du contrat de travail, d'ouvrir le droit aux allocations chômages.

## Conditions
Trois conditions existent :
- bénéficier du revenu d'intégration sociale ou d’une aide sociale ;
- être inscrit au registre de la population ou des étrangers ;
- ne pas bénéficier d'allocations de chômage complètes.

## Avantages et limites
(Cela permet aux associations d'employer un bénéficiaire pour 450 € pour une ASBL ou environ 1 000 € pour une entreprise au lieu de plus de 2 200 €)[réf. nécessaire]. Cependant, à l'expiration du contrat, de nombreuses structures ne sont pas en mesure d'employer au tarif plein les bénéficiaires, ce qui les laisse dans la précarité.
Ainsi, les travailleurs « Article 60 », au terme de leurs contrats, tombent au chômage puis, une fois exclus du chômage, retombent dans la précarité, dès lors retournent au CPAS, de la sorte faisant tourner la machine sociale en cercle vicieux.
Selon les analyses de l’Institut de Recherche, Formation et Action sur les Migrations (IRFAM), un des aspects négatifs du contrat Article 60 est le fait que cette relation de travail soit considérée comme une « forme d’aide » plutôt qu’un emploi, et de là, les personnes travaillant dans le cadre de ces contrats sont souvent vues comme des assistés, avec « tout ce que cela implique, en termes de connotation négative ».